# Agvavera (Gali)
Agvavera (en georgiano: აგვავერა) o Aguayuara (en abjasio: Агәаҩара) es una aldea que pertenece a la parcialmente reconocida República de Abjasia, dentro del distrito de Tkvarcheli, aunque de iure es parte del municipio de Gali de la República Autónoma de Abjasia de Georgia.

## Geografía
Agvavera se encuentra a orillas del arroyo Mariyi (afluente del río Okumi), a 17 km de Gali. Las aldea se administra desde el pueblo de Okumi.  